# Villa Lecomte
La Villa Lecomte située à Lambersart, dans le département du Nord, est une commande de G. Lecomte, représentant en vins, à l'architecte belge Alphonse Stevens.
EN 1929, L'arcihtecte Stevens construit une première maison, 2 Avenue Germaine à La Madeleine. La maison de Lambersart reprend la même structure.
La Villa Lecomte de 1932 est inscrite à l'inventaire des monuments historiques depuis le 28 juillet 2000.
Elle a été rénovée et repeinte en 2015 par le maître d’œuvre Vincent Vercoutère.

## Galerie Photos

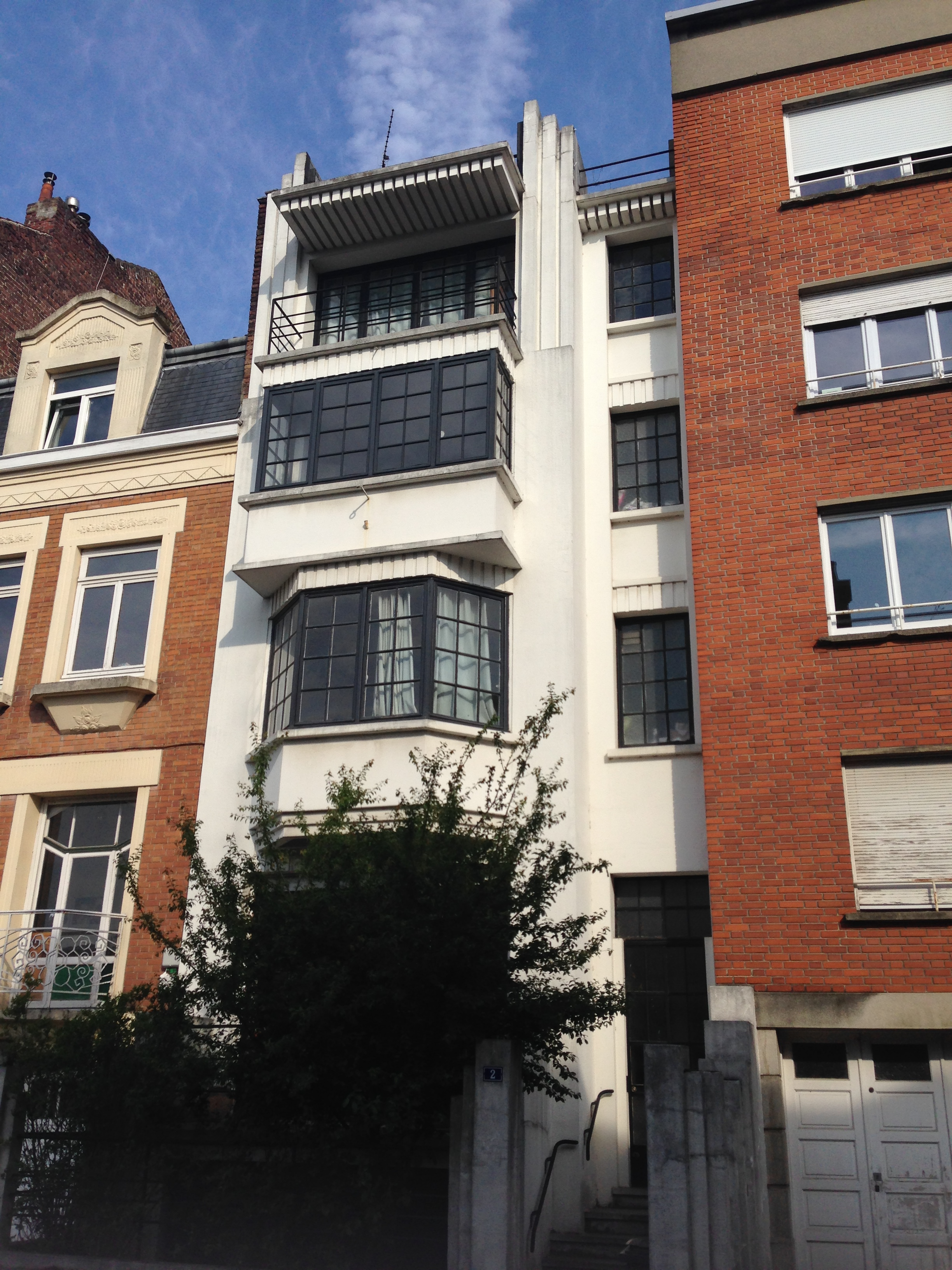
Maison 2 Avenue Germaine, La Madeleine
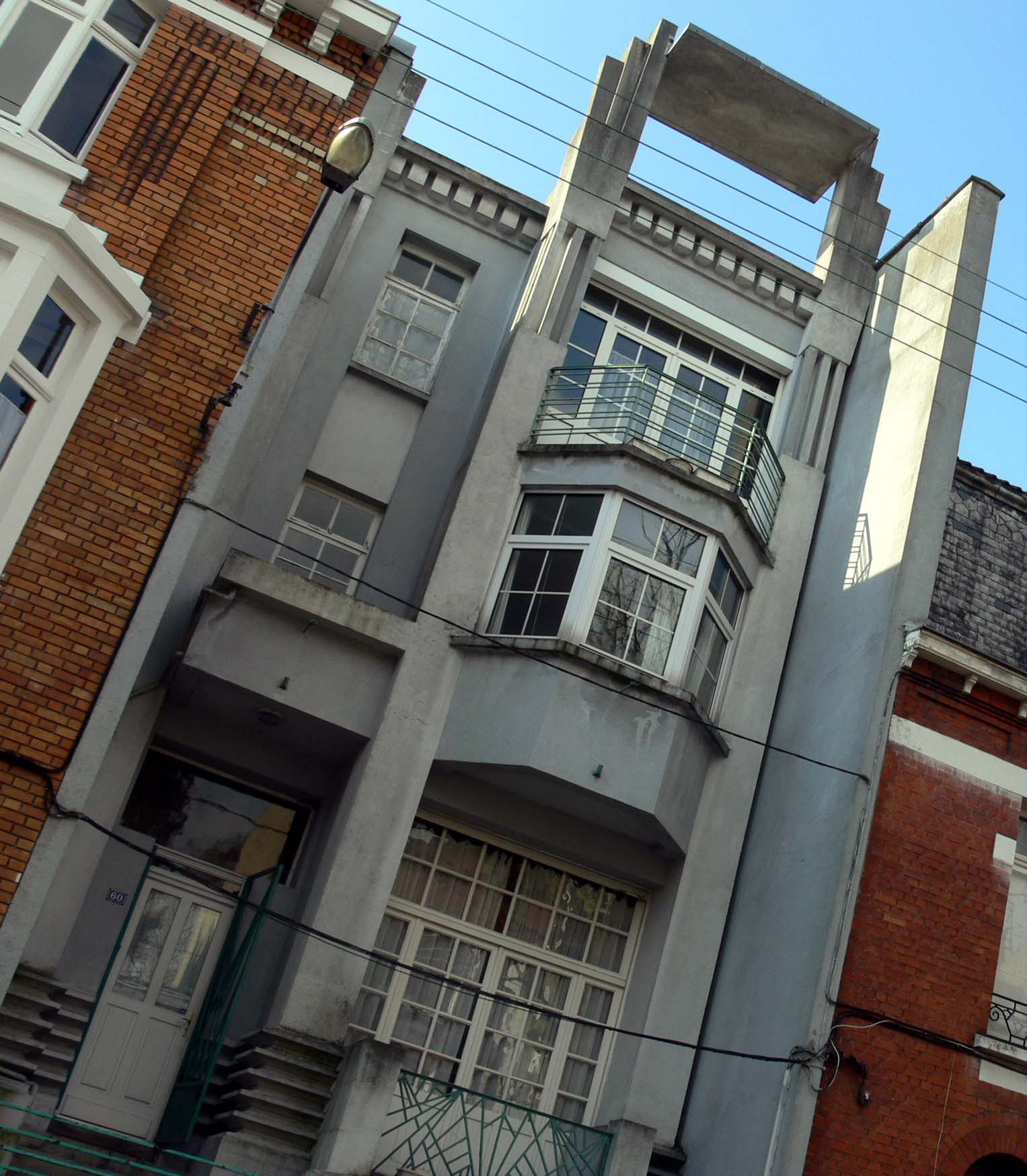
Villa avant sa réfection